# Donald Dupree
Donald Dupree   (Saranac Lake, 10 de febrer de 1919 - Saranac Lake, 1 de maig de 1993) fou un pilot de bob estatunidenc que va competir durant la dècada de 1940. Era germà del també pilot de bob William Dupree.
El 1948 va prendre part en els Jocs Olímpics d'Hivern de Sankt Moritz, on guanyà la medalla de bronze en la prova de bobs a quatre del programa de bob. Formà equip amb Thomas Hicks, James Bickford i William Dupree. En el seu palmarès també destaca una medalla de plata al Campionat del món de bob.